# Aleš Roztočil
Aleš Roztočil (* 10. května 1953 Brno) je univerzitní profesor, primář gynekologicko-porodnického oddělení jihlavské nemocnice a v letech 2010 až 2013 poslanec PSP ČR za TOP 09, jíž není členem.

## Biografie
Vyšší stupeň základní školy studoval na Comboni College v Chartúmu v Súdánu, na gymnázium nastoupil v Brně (Gymnázium Elgartova) a ve studiích pokračoval na Lycée Alphonse Daudet v Nimes ve Francii. Vysokou školu vystudoval v Brně (LF UJEP) a v roce 1986 složil II. atestaci v oboru Gynekologie-Porodnictví. Posléze nastoupil na funkci asistenta na tehdejší LF UJEP a na této univerzitě zůstal až do roku 2003, po tomto roce nastoupil na místo primáře gynekologicko-porodnického oddělení v Jihlavě.

## Politická kariéra
V letech 2010 až 2013 byl poslancem PSP ČR za TOP 09, jíž není členem.
Ve sněmovních volbách v roce 2013 původně plánoval kandidovat za politické hnutí Úsvit přímé demokracie Tomia Okamury, v červnu 2013 však oznámil, že se s Okamurou nedohodli.